# Большая Колпеница

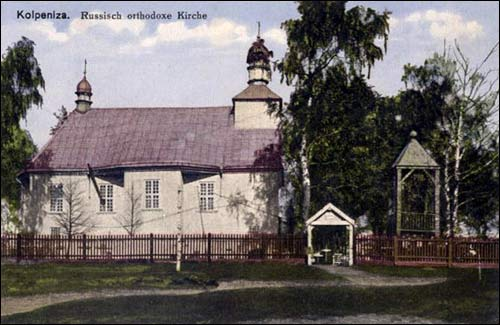
Свято-Иоанновская церковь (не сохранилась). Фото времён первой мировой войны

Больша́я Колпе́ница (бел. Вялікая Каўпеніца) — деревня в Барановичском районе Брестской области Беларуси, в составе Столовичского сельсовета. До 2013 года была центром Колпеницкого сельсовета. Население — 62 человека (2019).

## Этимология
В основе название птицы колпицы, жизнь которой тесно связана с водными объектами. 
Существует также легенда, что когда-то рядом с современной деревней находилось болото, на котором росло много клюквы. Однажды девочка Ница, собирая ягоды, ступила на мягкую поверхность и её начало засасывать болото. Ница стала громко кричать. Её услышал юнец, которого, согласно легенде, звали Колпей. Он бросился спасать девочку. Но, торопясь, сам попал в ту же ситуацию. И девочка, и юнец погибли в болоте. В память о них эту местность стали называть Колпеницей — по именам юнца и девочки. Позднее деревня, основанная около этого болота, также стала называться Колпеницей. Потом к названию было добавлено слово Большая.

## География
Деревня находится в 3 км к северо-востоку от центра города Барановичи и непосредственно примыкает к нему, фактически образуя северо-восточный пригород. Рядом с деревней находится ж/д станция Барановичи-Северные и проходит дорога Р2. К северу от деревни — мелиоративные каналы и пруды в бывших торфокарьерах со стоком в реку Щара.

## История
В письменных источниках село известно с XV века, когда оно было в личной собственности князя Витовта, подарившего его новогрудскому католическому приходу. В 1449 году великий князь Казимир IV подтвердил пожалование. В 1535 году Колпеница упоминается в связи со спором новогрудских ксендзов с владельцем Столовичей князем И. К. Острожским из-за границ имений.
В 1781 году построена деревянная приходская церковь св. Иоанна.
После второго раздела Речи Посполитой (1793) местечко вошло в состав Российской империи, принадлежало Новогрудскому уезду Минской губернии. После поражения восстания 1830 года имение было конфисковано в государственную казну, в 1848 году в аренде князя К. Тугановского. В 1852 году открыто народное училище, во время восстания восстания 1863 года здесь был штаб повстанцев. В первой половине 1880-х годов село насчитывало 57 дворов и 420 жителей, в начале XX века — 110 дворов и 643 жителя. В годы первой мировой войны у села шли бои, сохранились могилы немецких солдат.
Согласно Рижскому мирному договору (1921) деревня вошла в состав межвоенной Польши, где принадлежала гмине Столовичи Барановичского повета Новогрудского воеводства. С 1939 года — в БССР. С 15 января 1940 года в Новомышском районе Барановичской, с 8 января 1954 года — Брестской областей, с 8 апреля 1957 года — в Барановичском районе. С 12 октября 1940 года — в Колпеницком сельсовете. C июня 1941 по июль 1944 года находилась под немецкой оккупацией, в 1956 году открыт памятник-обелиск на братской могиле 58 советских военнослужащих и партизан, погибших в войну.
В 1970-х годах сгорела церковь св. Иоанна 1781 года постройки.
В 2012 году часть территории деревни Большая Колпеница включена в состав города Барановичи.

## Население
| Численность населения (по годам) | Численность населения (по годам) | Численность населения (по годам) | Численность населения (по годам) | Численность населения (по годам) | Численность населения (по годам) | Численность населения (по годам) | Численность населения (по годам) | Численность населения (по годам) | Численность населения (по годам) |
| 1886                             | 1897                             | 1909                             | 1921                             | 1939                             | 1959                             | 1970                             | 1999                             | 2009                             | 2019                             |
| -------------------------------- | -------------------------------- | -------------------------------- | -------------------------------- | -------------------------------- | -------------------------------- | -------------------------------- | -------------------------------- | -------------------------------- | -------------------------------- |
| 420                              | ↗592                             | ↗643                             | ↘522                             | ↗637                             | ↘592                             | ↗753                             | ↘473                             | ↗858                             | ↘62                              |

## Памятные места
- Братская могила советских воинов и партизан. Похоронены 58 советских воинов и партизан (11 известных, 42 неизвестных), погибших в боях в период 1941—1944 годов. В 1956 году на могиле установлен обелиск.
- Могила Ведерникова Ивана Васильевича и Насуты Степана Степановича. Партизаны погибли в бою против немецких войск в 1943 году. В 1985 году установлен обелиск[8].